# Amphipholis geminata
Amphipholis geminata är en ormstjärneart som först beskrevs av John Lawrence LeConte 1851.  Amphipholis geminata ingår i släktet Amphipholis och familjen trådormstjärnor. Inga underarter finns listade i Catalogue of Life.